# Problem at Pollensa Bay and Other Stories
Problem at Pollensa Bay and Other Stories is een boek met acht kort verhalen geschreven door Agatha Christie. De bundeling werd in 1991 uitgegeven door HarperCollins. Met uitzondering van The Harlequin Tea Set waren alle verhalen al daarvoor uitgegeven in zowel Amerikaanse als Nederlandse verhalenbundels. Het korte verhaal The Harlequin Tea Set (1971) werd in 1997 onder de gelijknamige titel op de Amerikaanse markt uitgegeven. Voor zover bekend bestaat er geen officiële Nederlandse vertaling van dit korte, laatste verhaal over Mr. Quin.

## Verhalen
| Engelse titel           | Bundel USA                                               | Nederlandse titel        | Nederlandse bundel          |
| ----------------------- | -------------------------------------------------------- | ------------------------ | --------------------------- |
| Problem at Pollensa Bay | The Regatta Mystery (1939)                               | Een exotische remedie    | Het Regatta-mysterie (1974) |
| The Second Gong         | The Witness for the Prosecution and Other Stories (1948) | De gong                  | Het wespennest (1957)       |
| Yellow Iris             | The Regatta Mystery                                      | Op de sterfdag van Iris  | Het Regatta-mysterie        |
| The Harlequin Tea Set   | The Harlequin Tea Set (1997)                             | niet vertaald            |                             |
| The Regatta Mystery     | The Regatta Mystery                                      | Het Regatta Mysterie     | Het Regatta-mysterie        |
| The Love Detectives     | Three Blind Mice and Other Stories (1950)                | In naam der liefde       | Jane zoekt een baan (1966)  |
| Next to a Dog           | The Golden Ball and Other Stories (1971)                 | Een hond als bruidsschat | Het Regatta-mysterie        |
| Magnolia Blossom        | The Golden Ball and Other Stories                        | Faillissement in duplo   | Het Regatta-mysterie        |